# Guramiszwili
Guramiszwili (gruz. გურამიშვილი) – stacja tbiliskiego metra należąca do linii Achmeteli – Warketili. Została otwarta 16 listopada 1985 roku.